# Ariadne auf Naxos (Benda)
Ariadne auf Naxos (título original en alemán; en español, Ariadna en Naxos) es una ópera en un acto con música de Georg Benda y libreto en alemán de Johann Christian Brandes. Se estrenó el 27 de enero de 1775 en el Schloss Friedenstein de Gotha.
Ariadne auf Naxos pertenece al género conocido como melodrama alemán, un intento de fundir diálogo hablado con música, de manera que es el único género operístco en el que no se canta. Brandes escribió el texto de Ariadne auf Naxos para su esposa Charlotte, una famosa cantante y actriz de la época, que estrenó el papel de Ariadne. 
Esta ópera se representa poco. En las estadísticas de Operabase Archivado el 14 de mayo de 2017 en Wayback Machine. aparece con sólo 1 representación en el período 2005-2010. La obra se interpretó en el Festival Internacional de Edimburgo en un programa doble con la Zaide de Mozart. El reparto incluyó a Dagmar Manzel como Ariadne y Rainer Trost como Theseus. Charles Mackerras dirigió a la orquesta de la Ópera Nacional Inglesa.

## Discografía
- Benda Melodramas: Ariadne auf Naxos/Pygmalion con el director Christian Benda y la Orquesta de Cámara de Praga. Reparto:  Brigitte Quadlbauer (Ariadne) y Peter Uray (Theseus). Sello Naxos, 1996.
- Melodrama: Carl Eberwein's Proserpina and  Georg Benda's Ariadne auf Naxos con el director Peter Gulke y la Orquesta Sinfónica de Wuppertal. Gold, 1997.